# Owens Corning
Owens Corning er amerikansk byggematerialeproducent. De producerer isolering, tag, fiberglas og andre relaterede produkter. Den blev etableret i 1935, som et partnerskab mellem Corning Glass Works og Owens-Illinois.